# Huang Xu
Huang Xu (Nantong, Jiangsu, 4 de febrero de 1979) es un gimnasta artístico chino, dos veces campeón olímpico en el concurso por equipos, en 2000 y 2008, y cuatro veces campeón del mundo, también en el concurso por equipos, entre 1997 y 2007.

## Carrera deportiva
En 1997, ayuda a sus compañeros a conseguir el oro en el concurso por equipos en el Mundial de Lausana —China se sitúa por delante de Bielorrusia (plata) y Rusia (bronce)—; los otros cinco componentes del equipo chino eran: Shen Jian, Li Xiaopeng, Lu Yufu, Xiao Junfeng y Zhang Jinjing.
En el Mundial de Tianjin 1999 participa en el concurso por equipos, donde China vuelva a triunfar consiguiendo el oro, por delante de Rusia (plata) y Bielorrusia (bronce). Sus compañeros, en esta ocasión, eran: Dong Zhen, Li Xiaopeng, Lu Yufu, Xing Aowei y Yang Wei.
En los JJ. OO. de Sídney 2000 de nuevo China brilla ganando el oro, por delante de Ucrania y Rusia; sus compañeros en esta ocasión fueron: Li Xiaopeng, Xiao Junfeng, Xing Aowei, Yang Wei y Zheng Lihui.
En el Mundial celebrado en Anaheim (California) en 2003 consigue una plata en barras paralelas —por detrás de su compatriota Li Xiaopeng y empatado a puntos con el ruso Alekséi Nemov—, y un oro en el concurso por equipos; China queda por delante de Estados Unidos y Japón siendo los otros cinco componentes del equipo chino: Xiao Qin, Xing Aowei, Yang Wei, Teng Haibin y Li Xiaopeng.
Por último, en los JJ. OO. de Pekín 2008 gana el oro por equipos —China se sitúa por delante de Japón y Estados Unidos—; sus compañeros en el equipo fueron en esta ocasión: Chen Yibing, Li Xiaopeng, Xiao Qin, Yang Wei y Zou Kai.